# Pomacentrus opisthostigma
Pomacentrus opisthostigma är en fiskart som beskrevs av Fowler, 1918. Pomacentrus opisthostigma ingår i släktet Pomacentrus och familjen Pomacentridae. Inga underarter finns listade i Catalogue of Life.